# João Esteves de Oliveira
João Esteves de Oliveira (Porto, 1946 — Lisboa, 07-04-2023) foi um economista e importante colecionador de arte e galerista português.

## Vida e obra
Licenciou-se em Economia, tendo trabalhado no Banco Português do Atlântico, onde ocupou os cargos de Diretor Comercial no Porto e Diretor-geral na Sucursal em Paris. Foi, depois, Diretor responsável pelas Áreas de Clientes Particulares, de Grandes Empresas e Institucionais e Internacional no Banco Comercial Português. Em 2003 abandonou a atividade bancária e abriu, na Rua Ivens, em Lisboa, uma Galeria de arte centrada nos trabalhos sobre papel onde viria a expor a obra de alguns dos mais destacados artistas e arquitetos portugueses modernos e contemporâneos.

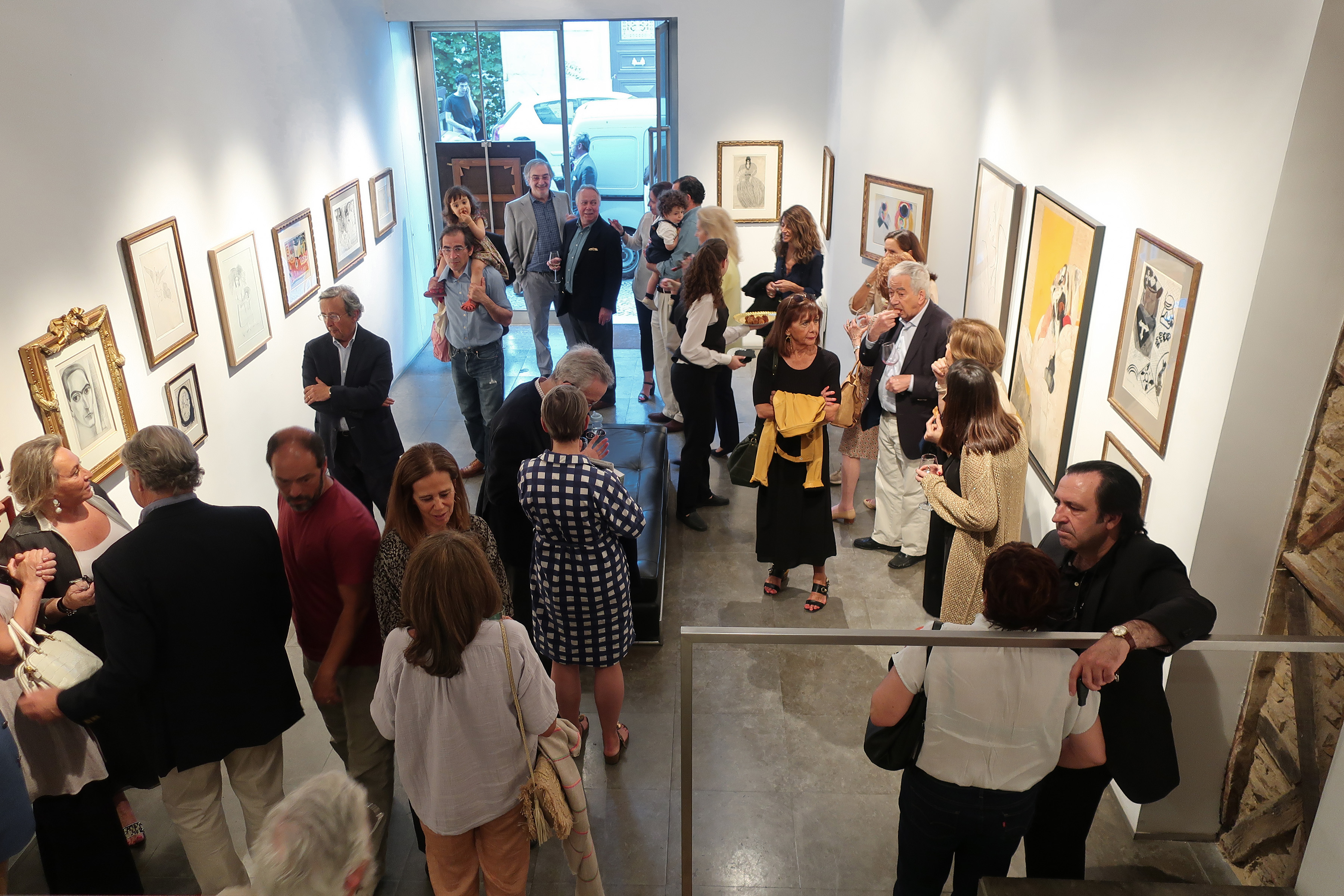
Galeria João Esteves Oliveira, Rua Ivens nº 38, Lisboa

Segundo João Pinharanda, a ação de João Esteves de Oliveira como colecionador e galerista faz dele uma figura incontornável da História da Arte em Portugal: "O seu vasto programa de acção já hoje pode ser entendido como determinante na resistência à anémica realidade do mercado da arte nacional, nomeadamente do desenho, defendendo a sua diversidade e a sua autonomia, quer comercial, quer crítica, quer historiográfica".
A Galeria João Esteves de Oliveira manteve-se ativa até 2019, tendo acolhido ao longo dos anos exposições individuais de autores como Jorge Martins, Eduardo Souto Moura, Álvaro Siza, Ângela Ferreira, Pedro Calapez, Fernanda Fragateiro, Vasco Araújo, Joaquim Bravo, Pedro Cabrita Reis, Júlio Pomar, Mily Possoz, José Pedro Croft, Manuel Aires Mateus, André Derain, Ricardo Bak Gordon, João Queiroz, José Loureiro e Álvaro Lapa, entre muitos outros. 
Colecionador e amigo de artistas, João Esteves de Oliveira foi também, nas palavras de Alexandre Pomar, "comissário seguro das suas exposições, feitas de visitas aos ateliers, relações pessoais, desafios, cumplicidades. E catálogos completos que prefaciava". 